# Dni wrześniowe
Dni wrześniowe (orm. 1918 թ. Բաքվի հայերի կոտորած, 1918 t. Bakwi hajeri kotorac, dosł. „masakra Ormian w Baku w 1918 roku”) – określenie na wydarzenia, które miały miejsce pod koniec I wojny światowej i podczas wojny domowej w Rosji we wrześniu 1918 roku, kiedy ormiańscy mieszkańcy Baku zostali wymordowani i wysiedleni przez Kaukaską Armię Islamu pod dowództwem Envera Paszy i ich lokalnych azerskich sojuszników po zdobyciu przyszłej stolicy Demokratycznej Republiki Azerbejdżanu. Według większości szacunków w zamieszkach zginęło ok. 10 000 Ormian, chociaż niektóre źródła podają liczbę nawet 30 000. Część badaczy twierdzi, że masakra została przeprowadzona w odwecie za wcześniejsze dni marcowe, podczas których ormiańscy dasznacy i siły bolszewickie dokonały rzezi azerskich mieszkańców miasta w marcu 1918 roku. Dni wrześniowe były ostatnią masakrą na tę skalę popełniona podczas I wojny światowej.

## Tło historyczne

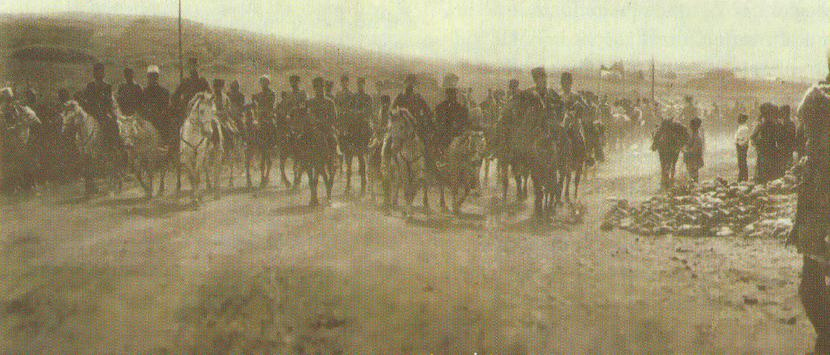
Atak Kaukaskiej Armii Islamu na Baku, 1918

Od kwietnia 1918 roku Baku było rządzone przez radę pod przewodnictwem bolszewika Stepana Szaumiana. Komuna Bakijska współpracowała z lokalnym oddziałem ormiańskiej partii Dasznakcutiun, aby przejąć kontrolę nad miastem i jego okolicami, ale na początku lata tego roku Baku znalazło się w obliczu rosnącego zagrożenia ofensywą armii Imperium Osmańskiego. Siły zbrojne obu stron starły się w czerwcu i lipcu, ale oddziały lojalne wobec Rady Bakijskiej nie były w stanie powstrzymać wspólnej ofensywy osmańsko-azerbejdżańskiej i zostały zmuszone do odwrotu. W obliczu gotowości Turków i Azerów do ataku na Baku, bez obietnicy materialnego wsparcia ze strony Moskwy, Rada Bakijska była zmuszona zwrócić się o pomoc do brytyjskich sił ekspedycyjnych pod dowództwem gen. mjr. Lionela C. Dunsterville’a. Chociaż Szaumian otrzymał z Moskwy rozkaz niewpuszczenia Brytyjczyków, został przegłosowany przez pozostałych członków rady, którzy formalnie zwrócili się o pomoc brytyjską pod koniec lipca. Jednak 26 lipca 1918 roku zamach stanu obalił bolszewików w Baku i doprowadził do egzekucji przywódców Komuny Bakijskiej. Nowa organizacja, Dyktatura Środkowokaspijska, chciała aresztować również Szaumiana, lecz on na czele 1200 żołnierzy Armii Czerwonej przejął miejscowy arsenał i 13 statków, po czym ruszył w kierunku Astrachania. Jednak Flotylla Kaspijska, lojalna wobec nowego rządu, zawróciła ich na morzu.
W sierpniu Kaukaska Armia Islamu rozpoczęła nowy atak na pozycje obronne pod Baku, obsadzone głównie przez Ormian. Pomimo początkowych sukcesów, Ormianie musieli się wycofać. Ostatecznie liczebność brytyjskich sił ekspedycyjnych okazała się zbyt mała, by odegrać znaczącą rolę w obronie Baku. W pierwszym tygodniu września połączone siły osmańsko-azerskie, liczące 15 000 ludzi, bez większego oporu ruszyły w kierunku Baku i do 13 września dotarły do przedmieść miasta; tymczasem muzułmańska ludność Baku przygotowywała się na powitanie wkraczającej armii osmańskiej. Pozostałe wojska ormiańskie były zbyt słabo przygotowane, by powstrzymać natarcie, a Dunsterville odmówił dalszego narażania życia Brytyjczyków. 14 września jego siły ewakuowały się z Baku i popłynęły do Enzeli, pozostawiając miasto praktycznie bez obrony.

## Wydarzenia dni wrześniowych
Gdy Turcy wkroczyli do miasta, w Baku wybuchła masowa panika. Ormianie tłoczyli się w porcie, desperacko próbując uciec z miasta. Regularnym wojskom osmańskim nie pozwolono wejść do miasta przez dwa dni, co spowodowało, że miejscowe oddziały nieregularne mogły bezkarnie dopuszczać się grabieży i rabunku. Jednak pomimo tego rozkazu żołnierze armii osmańskiej również uczestniczyli w przestępstwach, u boku oddziałów nieregularnych i ludności azerskiej z Baku, którzy skierowali swoją nieograniczoną furię przeciwko ormiańskiej ludności miasta. Apel niemieckich oficerów przydzielonych do dowództwa osmańskiego o łagodne traktowanie ludności miejscowej został zignorowany przez dowódców osmańskich. Dowódca poczty i stacji telegraficznej w Baku, jeden z tych, którzy negocjowali kapitulację miasta i daremnie próbowali zapobiec rzezi, zanotował:

Rabunki, morderstwa i gwałty osiągnęły apogeum [o godzinie 16:00 15 września]. W całym mieście trwały masakry ludności ormiańskiej i rabunki wszystkich niemuzułmanów. Wybijano drzwi i okna, wdzierano się do mieszkań, wywlekano mężczyzn, kobiety i dzieci i zabijano ich na ulicy. Ze wszystkich domów słychać było krzyki atakowanych ludzi [...] W niektórych miejscach piętrzyły się góry trupów, a wiele ciał miało straszne rany od kul dum-dum. Najbardziej przerażający widok widzieliśmy przy wejściu na Zaułek Skarbowy od strony ulicy Suruchanskoj. Cała ulica była usiana ciałami dzieci nie starszych niż dziewięć lub dziesięć lat. Około osiemdziesięciu ciał nosiło rany zadane szablami lub bagnetami, a wiele ofiar miało podcięte gardła; było oczywiste, że nieszczęśnicy zostali zarżnięci jak jagnięta. Z ulicy Telefonicznej słyszeliśmy krzyki kobiet i dzieci oraz pojedyncze strzały. Pędząc im na ratunek, musiałem jechać samochodem po ciałach martwych dzieci. Rozległ się trzask łamanych kości i dziwne odgłosy rozszarpywanych ciał. Groza kół pokrytych ludzkimi wnętrznościami przerosła nawet pułkownika i jego adiutanta. Zamknęli oczy, skrzyżowali ręce i spuścili głowy. Bali się patrzeć na tę straszliwą rzeź. Na wpół oszalały z tego, co zobaczył, kierowca próbował zjechać z ulicy, ale natychmiast stanął przed kolejną hekatombą

16 września dywizje osmańskie oficjalnie wkroczyły do miasta i przeszły w paradzie zwycięstwa, którą odebrało osmańskie naczelne dowództwo. Baku zostało następnie ogłoszone stolicą nowo utworzonej Demokratycznej Republiki Azerbejdżanu.

## Liczba ofiar
Szacuje się, że liczba ofiar śmiertelnych dni wrześniowych waha się od 10 000 do 30 000 Ormian. Według specjalnej komisji powołanej przez Ormiańską Radę Narodową, w sumie zamordowano 8988 Ormian, w tym 5248 ormiańskich mieszkańców Baku, 1500 ormiańskich uchodźców z innych części Kaukazu, którzy przebywali w Baku, oraz 2240 Ormian, których ciała znaleziono na ulicach, ale których tożsamości nigdy nie ustalono. Muzeum Ludobójstwa Ormian podaje dokładną liczbę 29 063 ofiar dni wrześniowych (z całkowitej populacji Ormian w Baku w 1918 roku wynoszącej 88 673 osoby). Ponadto 9000 młodych Ormian zostało wysłanych do robót przymusowych na Nizinę Mugańską, z których powróciło tylko 400.

## Odniesienia w kulturze
Wydarzenia dni wrześniowych i wcześniejszej bitwy o Baku zostały opisane przez polskiego pisarza Stefana Żeromskiego w powieści Przedwiośnie.